# Maxmuelleria faex
Maxmuelleria faex är en djurart som tillhör fylumet skedmaskar, och som först beskrevs av Emil Selenka 1885.  Maxmuelleria faex ingår i släktet Maxmuelleria och familjen Bonelliidae. Inga underarter finns listade i Catalogue of Life.